# Jordanski arheološki muzej
Jordanski arheološki muzej je v Amanski citadeli v Amanu v Jordaniji. Zgrajen leta 1951, predstavlja artefakte z arheoloških najdišč v Jordaniji, ki segajo od prazgodovine do 15. stoletja. Zbirke so razporejene v kronološkem zaporedju in vključujejo predmete iz vsakdanjega življenja, kot so kremen, steklo, kovinski in lončarski predmeti, pa tudi več umetniških predmetov, kot so nakit in kipi. Muzej vključuje tudi zbirko kovancev.
V muzeju so bili nekdaj shranjeni nekateri zvitki z Mrtvega morja, vključno z edinim bakrenim zvitkom, ki so zdaj na ogled v novoustanovljenem Jordanskem muzeju, skupaj s kipi 'Ain Ghazal, ki spadajo med najstarejše kipe, ki jih je človeška civilizacija kdaj naredila.

## Zgodovina
Muzej je bil ustanovljen leta 1951. Podružnica muzeja je bila ustanovljena v Vzhodnem Jeruzalemu, ki je bil pred vojno iz leta 1967 pod jordansko vladavino. Ko je Vzhodni Jeruzalem leta 1967 padel pod Izrael, je muzej izgubil vso zbirko v jeruzalemskem podružnici, vključno z večino Kumranskih rokopisov.

## Lega
Muzej stoji v Amanski citadeli, enem najstarejših stalno naseljenih krajev na svetu. V bližini sta dve zgodovinski najdišči, Herkulov tempelj, ki izvira iz 2. stoletja in palača Omajadov iz 8. stoletja. 

## Predstavljena časovna obdobja
Zbirke muzeja so razdeljene v naslednja obdobja:
- Paleolitik: 1.000.000 - 10.000 let pred sedanjostjo
- Neolitik - doba pred keramično dobo: 8300 pr. n. št. - 5500 pr. n. št., najbolj znani artefakti, ki spadajo v to obdobje, so kipi 'Ain Ghazal.
- Neolitik - keramična doba: 5500 - 4300 pr. n. št.
- Bakrena doba: 4300 -3300 pr. n. št.
- Zgodnja bronasta doba: 3300 - 1900 pr. n. št.
- Srednja bronasta doba: 1900 - 1550 pr. n. št.
- Pozna bronasta doba: 1550 - 1200 pr. n. št.
- Železna doba: 1200 - 550 pr. n. št.
- Perzijsko obdobje
- Helenistično obdobje
- Nabatejsko obdobje
- Rimsko obdobje
- Bizantinsko obdobje
- Islamsko obdobje
- Obdobje Omajadov
- Obdobje Abasidov
- Obdobje Ajubidov